# Diez de Febrero
Diez de Febrero (Zehnter Februar) ist eine Streusiedlung im Departamento La Paz im südamerikanischen Andenstaat Bolivien.

## Lage im Nahraum
Diez de Febrero ist der größte Ort des Kanton Cotapata im Municipio La Asunta in der Provinz Sud Yungas. Die Ortschaft liegt auf einer Höhe von 968 m fünf Kilometer westlich des linken Ufers des Río Boopi, der sich aus dem von La Paz aus südwestlicher Richtung her zufließenden Río de la Paz bildet und zum Río Beni hin entwässert.

## Geographie
Diez de Febrero liegt an den Osthängen der bolivianischen Cordillera Central zwischen den Anden-Gebirgsketten der Cordillera Occidental im Westen und der Cordillera de Cocapata im Osten.
Die Jahresdurchschnittstemperatur der Ortschaft liegt bei 23 °C (siehe Klimadiagramm La Asunta), der Jahresniederschlag beträgt etwa 1300 mm. Die Region weist ein ausgeprägtes Tageszeitenklima auf, die Monatsdurchschnittstemperaturen schwanken nur unwesentlich zwischen gut 20 °C im Juni/Juli und 25 °C im November/Dezember. La Asunta weist eine kurze Trockenzeit mit Monatsniederschlägen von 25 mm in den Monaten Juni und Juli auf, in der Feuchtezeit erreichen die Monatswerte bis 200 mm von Dezember bis Februar.

## Infrastruktur
Diez de Febrero liegt in einer Entfernung von 2254 Straßenkilometern nordöstlich von La Paz, der Hauptstadt des gleichnamigen Departamentos.
Von La Paz führt die asphaltierte Nationalstraße Ruta 3 in östlicher Richtung 60 Kilometer über den Pass La Cumbre bis Unduavi, von dort zweigt die Ruta 25 ab, die als unbefestigte Landstraße weiter in südöstlicher Richtung in 70 Kilometer bis Chulumani führt. Von dort führt eine unbefestigte Straße über Tajma an den Flüssen Río Solacama, Río Tamampaya und Río Boopi entlang weiter nach Norden und erreicht nach etwa 60 Kilometern La Asunta, von wo aus sie weiter flussabwärts am Río Boopi entlang über Cotapata nach Puerto Rico verläuft. In Cotapata zweigt in westlicher Richtung eine unbefestigte Piste nach Westen ab und erreicht Diez de Febrero nach zehn Kilometern.

## Bevölkerung
Die Einwohnerzahl der Ortschaft ist in dem Jahrzehnt zwischen den beiden letzten Volkszählungen auf fast das Doppelte angestiegen:
| Jahr | Einwohner         | Quelle       |
| ---- | ----------------- | ------------ |
| 1992 | keine Detaildaten | Volkszählung |
| 2001 | 297               | Volkszählung |
| 2012 | 543               | Volkszählung |
| 2024 |                   | Volkszählung |

Die Region weist einen relativ hohen Anteil an Aymara-Bevölkerung auf, im Municipio La Asunta sprechen 59,3 Prozent der Bevölkerung Aymara.